# Bieve, Mirhorod
Bieve (în ucraineană Бієве) este un sat în comuna Kîbînți din raionul Mirhorod, regiunea Poltava, Ucraina.

## Demografie
Componența lingvistică a localității Bieve
     Ucraineană (100%)
Conform recensământului din 2001, toată populația localității Bieve era vorbitoare de ucraineană (100%).